# Christian Friedrich Spittler
Christian Friedrich Spittler (né le 12 avril 1782 à Wimsheim, † 8 décembre 1867 à Bâle) est secrétaire de la Mission de Bâle et fondateur de diverses œuvres piétistes sociales et missionnaires dans et autour de Bâle.

## Biographie
Christian Friedrich Spittler est le fils de Jeremias Friedrich Spittler, pasteur luthérien de Wimsheim, près de Pforzheim (Wurtemberg), et de Sibylle Dorothea Wilhelmine Maier. Après le décès prématuré de son père, il est envoyé à l'école latine de Kirchheim unter Teck, où il est également confirmé en 1796. Selon les vœux de sa mère, il est destiné à poursuivre, comme ses ancêtres, une carrière de pasteur et d'intendant ecclésiastique, mais il résiste et commence une formation administration à Obersteinbach. En 1800, il commence comme secrétaire de mairie de la ville de Schorndorf.
Bien qu'il ait voulu émigrer en Amérique, il travaille à partir de 1801 à la Deutsche Christentumsgesellschaft (Société chrétienne allemande, fondée en 1780 à Bâle), dont son ami Carl Friedrich Adolph Steinkopf est devenu le secrétaire. De 1803 à 1807, il est l'assistant du secrétaire Steinkopf, ainsi que pendant peu de temps celui de son successeur Blumhardt, avant de devenir lui-même le secrétaire de la Société en 1807. Dans ce rôle, il apporte son expertise, ses compétences organisationnelles et ses compétences en rédaction. Il écrit environ 25 000 lettres à des centaines de personnes au cours de sa vie.
En 1812, il épouse Susanna Götz de Bâle. Resté sans enfant, le couple devait en adopter deux. En 1815, Spittler fonde la Société évangélique des missions de Bâle ou Mission bâloise (en allemand : Basler Mission ou Evangelische Missionsgesellschaft in Basel). En 1820, il construit un refuge pour enfants abandonnés à Beuggen avec Christian Heinrich Zeller, en 1823, l'institut de mission juive à Sitzenkirch près de Kandern, dirigée par Karl Köllner. En 1827, il établit un institut grec à Beuggen qui et transformé en 1830 en institution pour les sourds-muets. À partir de 1834, il fait diverses tentatives pour fonder une école de mission, pour laquelle il acquiert en 1837 la maison des pèlerins de Riehen, où l'institution des sourds-muets est relocalisée l'année suivante. De cela est sorti en 1852 la maison des diaconesses de Riehen. Il réussit à convaincre la diaconesse Trinette Bindschedler de prendre la direction de la maison des diaconesses.
En 1840, Spittler fonde la "Mission des pèlerins de Saint-Chrischona" (devenue Église Viva) à Bettingen près de Bâle, d'où en 1846 deux frères sont envoyés à Jérusalem pour établir une maison de frères locaux. Cet établissement s'appelle aujourd'hui le séminaire théologique St Chrischona (Theologisches Seminar St. Chrischona). Enfin, en 1857, il fonde la maison de la mission des pèlerine de Chrischona. Sous la conduite de Spittler, la Société missionnaire commence à travailler auprès des immigrants allemands au Texas, et elle établit des bureaux à Tettnang, Säckingen et Rheinfelden ainsi que le foyer pour hommes de Mayenbühl et le foyer Marthastift à Bâle. Spittler fit aussi agrandir le bâtiment surnommé Klösterli à Riehen en 1866.
Après 66 années de travail à Bâle, Spittler y meurt le 8 décembre 1867 à l'âge de 85 ans. Il est enterré le 11 décembre dans le Spalen-Gottesacker, cimetière bâlois proche de la Spalentor à Bâle, dans la tombe de la famille de Christian Gottlieb Blumhardt, le directeur de la Mission de Bâle décédé 1838, où l'épouse de Spittler, née Susanna Götz (1787-1844), est aussi enterrée en 1844. Le Spalen-Gottessacker est ensuite transformé en jardin botanique, dans lequel les bâtiments de la bibliothèque universitaire sont construits en 1893. À la demande des collaborateurs de la maison d'édition de Spittler, Ludwig Kober et Jacob Ludwig Jaeger, et de l'inspecteur de la Mission de Bâle Theodor Oehler, les restes du défunt ont pu être déplacés le 9 mars 1893 et ré-enterrés dans le cimetière de Kannenfeld tout proche, qui avait été ouvert en 1868. Finalement, ce cimetière est à son tour supprimé en 1952, de sorte qu'aujourd'hui aucun monument funéraire ne subsiste en mémoire de Spittler.

## Postérité
Poussé à la fois par ses convictions et par son talent d'organisateur sens pratique, il lance ou fonde une trentaine d'"œuvres du royaume de Dieu", à vocation missionnaire ou diaconale, avec le généreux soutien financier des milieux conservateurs bâlois. De tous ces projets, la Mission de Bâle, fondée en 1815, est le plus important par son rayonnement mondial. Mais il tenait beaucoup à l'école de la Mission de Sainte-Chrischona fondée en 1840 à Bettingen, qui est devenue en 1994 le "séminaire théologique de St. Chrischona". Ses diplômés travaillent principalement dans des communautés ou missions urbaines de Chrischona, ainsi que dans différentes œuvres missionnaires, dans une cinquantaine de pays.
Christian Friedrich Spittler est considéré comme l'un des têtes pensantes du Réveil bâlois.